# Taalgrensgemeente
Een taalgrensgemeente is een gemeente aan een taalgrens. Gewoonlijk wordt met de aanduiding taalgrensgemeente een Belgische faciliteitengemeente aan de taalgrens bedoeld.
In Vlaanderen liggen zes taalgrensgemeenten met faciliteiten voor Franstaligen (Bever, Herstappe, Mesen, Ronse, Spiere-Helkijn en Voeren). In het Franstalige deel van Wallonië (de Franse Gemeenschap) liggen vier taalgrensgemeenten met faciliteiten voor Nederlandstaligen (Edingen, Komen-Waasten, Moeskroen en Vloesberg) en twee taalgrensgemeenten met faciliteiten voor Duitstaligen (Malmedy en Weismes). Verder hebben alle negen gemeenten van het Duitstalige deel van Wallonië (de Duitstalige Gemeenschap) faciliteiten voor Franstaligen.
In Vlaanderen liggen verder nog zes gemeenten rond het Brussels Hoofdstedelijk Gewest, waar Franstaligen ook faciliteiten genieten (Drogenbos, Kraainem, Linkebeek, Sint-Genesius-Rode, Wemmel en Wezembeek-Oppem). Deze gemeenten worden echter niet tot de taalgrensgemeenten gerekend.

## Zie meer
- Faciliteitengemeente (met uitgebreide informatie)